# 公理会朝圣堂
公理会朝圣堂（Pilgrim Congregational Church）是一座历史建筑，位于波士顿多切斯特社区哥伦比亚路540-544号。这座罗马复兴风格的砖砌建筑建于1890-1893年，由伍斯特建筑师斯蒂芬·厄尔设计。
1970年10月，朝圣堂经受火灾的严重破坏，包括5扇花窗玻璃，现在在副堂礼拜。
2013年该堂列入国家史迹名录。